# アンリ・ベディモ
アンリ・ベディモ（Henri Bedimo, 1984年6月4日 - ）は、カメルーン・ドゥアラ出身の元サッカー選手。ポジションはDF。

## 経歴
2009年10月10日のワールドカップ予選、トーゴ戦でフル代表デビューし、アフリカネイションズカップ2010に出場。2015年6月9日のコンゴ民主共和国との親善試合で代表初得点を挙げた。

## 所属クラブ
- トゥールーズFC 2003-2006
- ル・アーヴルAC 2006-2007
- LBシャトールー 2007-2010
- RCランス 2010-2011
- モンペリエHSC 2011-2013
- オリンピック・リヨン 2013-2016
- オリンピック・マルセイユ 2016-

## 代表歴

### 出場大会
- カメルーン代表
  - 2010 FIFAワールドカップ
  - 2014 FIFAワールドカップ

### 試合数
- 国際Aマッチ 52試合 1得点（2009年-2016年）[1]

| カメルーン代表 | 国際Aマッチ | 国際Aマッチ |
| 年             | 出場        | 得点        |
| -------------- | ----------- | ----------- |
| 2009           | 2           | 0           |
| 2010           | 7           | 0           |
| 2011           | 7           | 0           |
| 2012           | 7           | 0           |
| 2013           | 4           | 0           |
| 2014           | 9           | 0           |
| 2015           | 13          | 1           |
| 2016           | 3           | 0           |
| 通算           | 52          | 1           |